# ジェザ
ジェザ（Ceza、1976年12月31日 -  ）は、トルコのラッパー。ユスキュダル出身。本名はビルギン・オズチャルカン（Bilgin Özçalkan）。「ジェザ」とはトルコ語で「罰」を意味する。

## 来歴
小学生時代に友人からカセットテープを借りたことがきっかけで音楽の世界に興味を持つようになる。
90年代にDr. Fuchs（タルク・ガメルト、Tarık Gamert）なる人物と知り合い、NEFRETというヒップホップグループを結成したところから彼のプロとしてのキャリアは始まる。NEFRETは1998年にレコーディングを行っており、それがジェザが現在所属するレーベル、ハマー・ミュージックの耳にとどまり、彼らは契約を交わすことになる。
その後、NEFRETは2枚のアルバムを出したものの、中心人物のDr. Fuchs が兵役問題を引き起こし、1年半もの間グループを離れることになる。それ以降ジェザはソロ・アーティストとして活動することになる。

## アルバム
()内は邦題。
NEFRET
- 2000年 - Meclis-i Ala Istanbul
- 2001年 - Anahtar

Ceza
- 2002年 - Med-Cezir
- 2004年 - Rapstar
- 2005年 - Feyz Al
- 2006年 - Yerli Plaka(イェルリ・プラカ)
- 2007年 - Evin Delisi
- 2008年 - Bomba Plak
- 2010年 - Onuncu Köy